# Waw an Namus
Waw an Namus (napisano tudi Wau-en-Namus, arabsko واو الناموس) je vulkan v Libiji. Pleistocenske ali holocenske starosti leži v vzhodni regiji Fezan. Izvor vulkanizma tam in v Al Haruju bolj severno ni jasen. Radiometrično datiranje je pokazalo starost približno 200.000 let, vendar drugi posredni dokazi kažejo na nastanek vulkana v holocenu ali celo v zgodovinskih časih.
Za Waw an Namus je značilna kaldera, obdana s predpasnikom iz temne tefre, ki ima opazen barvni kontrast z okoliškim puščavskim terenom Sahare. Manjši krater leži severozahodno od kaldere Waw an Namus. Sama kaldera vsebuje stožec skorija. Znotraj kaldere je več majhnih jezer in pripadajoče vegetacije.

## Ime
Vulkan je znan tudi kot Uaw en Namus, Uau en Namus, Wau-en-Namus in Wau Sqair. Pomeni 'Oaza komarjev', sklicevanje na majhna jezera okoli nje in številne komarje, ki živijo v Waw an Namusu, ki jih negujejo jezera v vulkanu.

## Geografija in geomorfologija
Vulkan leži v Sahari, v vzhodnem Fezanu in so ga znanstveniki odkrili nekaj desetletij pred letom 1951. Karavanska pot med Kufro in Sebho poteka mimo vulkana. V Waw an Namusu so našli starodavne grobove. Medtem ko so oazo verjetno obiskovali pastirji in lovci in je bila morda vir surovin, je kraj sicer nenaseljen. Pokrajina okrog Waw an Namus je bila opisana kot »zelo lepa« in je domnevno tarča turizma, vendar logistične težave in prej libijska državljanska vojna otežujejo dostop do območja.
Waw an Namus je 100 metrov globoka, 4 kilometre široka kaldera, ki ima majhen relief navzven, a strm rob navznoter. Med nastankom je bilo premaknjenih več kot 800.000.000 kubičnih metrov kamnine. Še en krater leži 5 kilometrov severozahodno od Waw an Namus. Ta odprtina je nastala s prekrivajočimi se kraterji, ki ne vsebujejo vulkanskih kamnin in so proizvedli slano blato; to je bilo morda mesto freatske dejavnosti in vulkanskega razplinjevanja. Kaldera vsebuje usedline pepela in nekaj sipin, a tudi vlažno območje s trstičjem.
Znotraj kaldere leži 140 metrov visok, 1,3 kilometra stožec skorije, zgrajen iz freatomagmatskega materiala z 80 metrov globokim, 150 metrov širokim kraterjem. Drugi krater, ki je zdaj zmanjšan na ostanke, je zahodno od kraterja na vrhu stožca. Stožec je bil spremenjen z žlebovi.
Temno obarvana tefra bazaltne sestave je zasula puščavski pesek okoli kaldere do razdalje 10–20 kilometrov, kar je povzročilo opazen barvni kontrast z veliko svetlejšim puščavskim peskom. Ta kontrast je mogoče opaziti celo na slikah iz vesolja. Nahajališče tefre je sestavljeno iz vulkanskega pepela in lapilov in pokriva površino okoli 300 kvadratnih kilometrov. 2–150 centimetrov visoke valove tvori tefra, ki jo v zahodnem delu segrevajo blatni tokovi. Nahajališče tefre je razslojeno, kar pomeni, da je nastalo zaradi več kot enega izbruha. Pasati so odpihnili tefro več kot 100 kilometrov proti jugozahodu in veliko število megarvalov, ki jih tvori vulkanski material, se pojavlja znotraj in zunaj kaldere.

### Jezera
Znotraj kaldere so tudi tri majhna jezera in dodatna manjša vodna telesa, ki skupaj tvorijo polkrog okoli severnega, vzhodnega in južnega boka osrednjega stožca. Eno od jezer je severno od stožca skorije, drugo jugovzhodno in južno ter tretje jugozahodno. Ta jezera pokrivajo skupno površino 0,3 kvadratnih kilometrov; največje jezero ima površino 0,146 kvadratnih kilometrov z globino 12,5 metrov, medtem ko najgloblje od teh vodnih teles doseže globine 15–16 metrov. Vodna površina doseže 434 metrov nadmorske višine, čeprav sezonske spremembe včasih povzročijo, da se jezerska telesa izsušijo. Ta jezera, od katerih so nekatera rdeče barve, dajejo Waw an Namus večbarven videz.
Jezera se verjetno napajajo iz podtalnice, saj izhlapevanje na tem območju močno presega padavine, pri čemer jezera izgubijo približno 1.500.000 kubičnih metrov vode na leto. Jezera  hranijo sladkovodni izviri. Leta 1951 so poročali, da je vsaj eno vodno telo sladko, medtem ko so druga topla in slana. Analiza razmerja izotopov devterija kaže, da je voda v Waw an Namusu prečiščena voda, gotovo starejša od 8000 let.

## Geologija
Waw an Namus je izoliran vulkan. Približno 70 kilometrov severno ležijo tokovi lave bazaltne sestave in vulkansko polje Haruj, katerega del se včasih šteje za Waw an Namus. To pa sta le dve od številnih velikih, a malo znanih vulkanskih polj v Sahari. Za razlago vulkanizma v Sahari je bilo predlaganih več teorij, kot je aktiviranje starodavnih linij skorje zaradi trka med Afriko in Evropo; v primeru Waw an Namus je magma nastala v plašču na približno 130 kilometrov globine, in vključuje astenosferske in litosferske komponente, ki so bile podvržene metasomatizmu pred taljenjem. Procesi v Haruju in Waw an Namusu so bili verjetno različni.
Teren, ki obdaja Waw an Namus, je prekrit s kvartarnimi sedimenti. Klet pod vulkanom je kristalinska in jo pokrivajo apnenec, lapor in nubijski peščenjak.
Alkalne bazalte so identificirali v skoriji in poročali so o prisotnosti foidita. Minerali v teh kamninah so apatit, klinopiroksen, magnetit, nefelin in olivin ter občasno melilit in sodalit. Kamnine vsebujejo ksenolite harzburgita, lherzolita in peridotita. Žveplo se pojavlja v kraterju stožca skorije, pa tudi bele usedline, ki jih lahko tvori alunit.
- Osrednji stožec
- Osrednji krater
- Waw an Namus viden iz vesolja; opazimo barvni kontrast in stranski krater

## Podnebje
Waw an Namus je del puščave Sahara, ene največjih in najbolj suhih puščav na svetu, čeprav so bili njeni deli v preteklosti bolj vlažni. V nekaterih delih Sahare je v celem stoletju deževalo le nekajkrat; v Waw an Namusu se malo padavin večinoma pojavi pozimi. Veter je najpomembnejši vremenski dejavnik, ki med drugimi strukturami tvori ventile in sipine; v Waw an Namusu večinoma piha s severovzhoda in ga včasih spremljajo prašni vrtinci južno od vulkana.

## Zgodovina izbruhov
Osrednji stožec skorije je morda star le nekaj tisoč let, morda celo zgodovinsko star. Sušno podnebje lahko zavede njegovo dejansko starost, saj je v puščavi malo erozije. Zgodnje geološke študije so ocenile starost manj kot 800–1000 let. Slano blato in kamenje, ki sta ga izbruhnila stožec skorije in krater severozahodno od glavne kaldere Waw an Namus, je morala biti nameščena po zadnjem pluvialu. Kaldera Waw an Namus reže holocenski drenažni sistem v Sahari in ni nobenih dokazov o neolitskih artefaktih, kar dodatno podpira nedavni izvor vulkana.
Radiometrično datiranje ni dalo zanesljive starosti kamnin; pridobljena je bila samo nenatančna starost pred 690.000 ± 1.100.000 leti. Poznejše datiranje s kalijem in argonom je pokazalo starost 200.000 ± 9.000 let pred sedanjostjo za bombo iz lave, povezano z osrednjim stožcem, Globalni program vulkanizma pa Waw an Namusu pripisuje pleistocensko starost. Aktivni so velci in proizvajajo žveplano vodo.

## Biologija
V kalderi rastejo akacije, pravi datljevec, dumova palma (Hyphaene thebaica) in tamariša (vključno Tamarix tetragyna), v različni meri pa tudi močvirna vegetacija. Del največjega jezera je prekrit s trstičevjem (vključno Phragmites australis), visokim do 4 metre; manjše trstičevje in tamariša rastejo tudi okoli slanega jezera.
Živalski svet vključuje vodne ptice, muhe in komarje. Oaza ima bogat ptičji svet; med pticami so race Anas clypeata, kreheljc (Anas crecca), Anas strepera, pa tudi Acrocephalus scirpaceus (trstnica), Anthus cervinus, Anthus pratensis, Bubulcus ibis (kravja čaplja), Corvus ruficollis (puščavski krokar), Falco biarmicus (južni sokol), Fulica atra (liska), Gallinula chloropus (Zelenonoga tukalica), Luscinia svecica (modri slavec), Motacilla alba (bela pastirica), Oenanthe deserti (puščavski kupčar), Passer simplex (puščavski vrabec), Phoenicurus ochruros (šmarnica), Phylloscopus collybita (vrbji kovaček), Podyceps nigricollis (črnovrati ponirek), Rallus aquaticus (mokož), Saxicola rubicola (prosnik) in Tachybaptus ruficollis (mali ponirek). Nekatere ptice selivke verjetno uporabljajo Waw an Namus kot kraj za prezimovanje. Med mikrobioto v jezerskih vodah najdemo cianoficeje, diatomeje in zelene alge.
- Jezero v Waw an Namus
- Zeleno jezero, gledano iz osrednjega stožca
- Vegetacija, ki obdaja eno od jezer v Waw an Namus
- Kaldera